# Erioptera (Erioptera) alboguttata daisenica
Erioptera (Erioptera) alboguttata daisenica is een ondersoort van de tweevleugelige Erioptera (Erioptera) alboguttata uit de familie steltmuggen (Limoniidae). De ondersoort komt voor in het Palearctisch gebied.